# Saltos ornamentais na Universíada de Verão de 2021
Os saltos ornamentais na Universíada de Verão de 2021 serão disputados no natatório do Centro de Cultura e Esportes de Jianyang (Jianyang Cultural and Sports Centre Natatorium), em Chengdu, na China, entre 31 de julho e 7 de agosto de 2023.

## Calendário
| Saltos ornamentais | Julho | Julho | Julho | Julho | Julho | Agosto | Agosto | Agosto | Agosto | Agosto | Agosto | Agosto | Agosto | Eventos |
| Saltos ornamentais | 27    | 28    | 29    | 30    | 31    | 1      | 2      | 3      | 4      | 5      | 6      | 7      | 8      | Eventos |
| ------------------ | ----- | ----- | ----- | ----- | ----- | ------ | ------ | ------ | ------ | ------ | ------ | ------ | ------ | ------- |
| Masculino          |       |       |       |       | 1     |        | 1      | 1      |        | 1      |        | 1      |        | 5       |
| Feminino           |       |       |       |       | 1     | 1      |        | 1      | 1      |        | 1      |        |        | 5       |
| Misto              |       |       |       |       |       |        |        | 1      | 1      |        |        | 1      |        | 3       |
| Total              |       |       |       |       | 2     | 1      | 1      | 3      | 2      | 1      | 1      | 2      |        | 13      |

|  | Dia de competição |  | Dia de final |

## Medalhistas

### Masculino
| Evento            | Ouro            | Prata           | Bronze          |                 |                 |                 |
| Trampolim de 1m   | Trampolim de 1m | Trampolim de 1m | Trampolim de 1m | Trampolim de 1m | Trampolim de 1m | Trampolim de 1m |
| ----------------- | --------------- | --------------- | --------------- | --------------- | --------------- | --------------- |
| Individual        |                 |                 |                 |                 |                 |                 |
| Trampolim de 3m   |                 |                 |                 |                 |                 |                 |
| Individual        |                 |                 |                 |                 |                 |                 |
| Sincronizado      |                 |                 |                 |                 |                 |                 |
| Plataforma de 10m |                 |                 |                 |                 |                 |                 |
| Individual        |                 |                 |                 |                 |                 |                 |
| Sincronizado      |                 |                 |                 |                 |                 |                 |

### Feminino
| Evento            | Ouro            | Prata           | Bronze          |                 |                 |                 |
| Trampolim de 1m   | Trampolim de 1m | Trampolim de 1m | Trampolim de 1m | Trampolim de 1m | Trampolim de 1m | Trampolim de 1m |
| ----------------- | --------------- | --------------- | --------------- | --------------- | --------------- | --------------- |
| Individual        |                 |                 |                 |                 |                 |                 |
| Trampolim de 3m   |                 |                 |                 |                 |                 |                 |
| Individual        |                 |                 |                 |                 |                 |                 |
| Sincronizado      |                 |                 |                 |                 |                 |                 |
| Plataforma de 10m |                 |                 |                 |                 |                 |                 |
| Individual        |                 |                 |                 |                 |                 |                 |
| Sincronizado      |                 |                 |                 |                 |                 |                 |

### Misto
| Evento            | Ouro            | Prata           | Bronze          |                 |                 |                 |
| Trampolim de 3m   | Trampolim de 3m | Trampolim de 3m | Trampolim de 3m | Trampolim de 3m | Trampolim de 3m | Trampolim de 3m |
| ----------------- | --------------- | --------------- | --------------- | --------------- | --------------- | --------------- |
| Sincronizado      |                 |                 |                 |                 |                 |                 |
| Plataforma de 10m |                 |                 |                 |                 |                 |                 |
| Sincronizado      |                 |                 |                 |                 |                 |                 |
| Equipe            |                 |                 |                 |                 |                 |                 |
| Equipe            |                 |                 |                 |                 |                 |                 |